# Saison 22 de Joséphine, ange gardien
 (décembre 2024).
Si vous disposez d'ouvrages ou d'articles de référence ou si vous connaissez des sites web de qualité traitant du thème abordé ici, merci de compléter l'article en donnant les références utiles à sa vérifiabilité et en les liant à la section « Notes et références ».
Chronologie
Saison 21
Cet article présente les épisodes de la vingt-deuxième saison de la série télévisée Joséphine, ange gardien.

## Liste des épisodes

### Épisode 1:Chanter sa vie
- Belgique : 22 décembre 2023 sur La Une
- Suisse : 22 décembre 2023 sur RTS Un
- France : 25 décembre 2023 sur TF1

- Belgique :
- France :  2,88 millions de téléspectateurs (soit 17,1 % de part d'audience)[1]

- Vanessa Demouy : Nora
- Franck Monsigny : Gilles
- Isabella Moutou : Shainez
- Bastiaan Van Leeuwen : Louis
- Etan Simon : Snoop
- Marie Le Cam : Patricia
- Bénédicte-Lala Ernoult : Tiana
- Hugo Fabbri : Aaron

### Épisode 2:Les Sirènes
- Belgique : 29 juin 2024 sur La Une
- Suisse : 11 juin 2024 sur RTS Un
- France : sur TF1

- Jean-Michel Lahmi
- Jennifer Lauret

### Épisode 3:La Guerre des papas
- Belgique : 28 décembre 2024 sur La Une
- Suisse : 27 décembre 2024 sur RTS Un
- France : sur TF1

- Bruno Debrandt : Guillaume Vitali
- Shirley Bousquet : Sophie
- Jeremy Banster : Antoine Ibron

### Épisode 4:Magique!
- Belgique : 7 juillet 2025 sur La Une
- Suisse : sur RTS Un
- France : sur TF1

- Lannick Gautry :
- Marie Guillard :

### Épisode 5:Le Livre de Joséphine
- Belgique : sur La Une
- Suisse : sur RTS Un
- France : sur TF1